# Mary Charlotte Wilcox
Pour les articles homonymes, voir Wilcox.
Mary Charlotte Wilcox est une actrice canadienne, née le 29 octobre 1947 à St. Thomas, Ontario (Canada).

## Filmographie
- 1969 : La Valse des truands (Marlowe) de Paul Bogart : YMCA clerk
- 1969 : Flareup : Tora
- 1969 : In Name Only (TV) : Receptionist
- 1965 : Des jours et des vies (Days of Our Lives) (série TV) : Janice Whitney #1 (1969)
- 1970 : The Lawyer : Wilma Harrison
- 1971 : Beast of the Yellow Night : Julia Rogers
- 1971 : Mannix, saison 4, épisode 18, Un crime qui n'en est pas un : Dorothy Henry
- 1973 : Love Me Deadly : Lindsay Finch
- 1974 : Willie Dynamite (en) : Scatback
- 1974 : Requiem pour un pigeon (Big Rose: Double Trouble) (TV)
- 1975 : Lepke, le caïd (Lepke) : Marion
- 1975 : Le Tueur démoniaque (Psychic Killer) : Nurse Burnson
- 1976 : Le Bus en folie (The Big Bus) : Mary Jane Beth Sue
- 1977 : Black Oak Conspiracy : Beulah
- 1981 : Improper Channels (en)
- 1983 : The Adventures of Bob & Doug McKenzie: Strange Brew : Nurse
- 1983 : SCTV Channel (série TV) : Idella Voudry / Various
- 1989 : Andrea Martin... Together Again (TV) : Idella Voudry
- 1990 : Une maison de fous (Maniac Mansion) (série TV) : Idella Muckle Orca
- 1994 : Lives of Girls & Women (TV) : Mrs. Lawyer Coutts